# Pałac Teppera w Warszawie
Pałac Teppera – pałac, który znajdował się przy ul. Miodowej 7 (dawny adres: ul. Miodowa 495) w Warszawie. Zniszczony podczas II wojny światowej, rozebrany w 1948 roku.

## Historia
Budynek został wzniesiony w 1774 według projektu Efraima Schroegera w miejscu dawnego dworu Firlejów. Jego właścicielem był Piotr Tepper – najbogatszy i najbardziej wpływowy bankier w okresie panowania Stanisława Augusta Poniatowskiego. 
Klasycystyczny trzynastoosiowy pałac miał dwa trzypiętrowe ryzality boczne, pomiędzy którymi znajdowała się niższa, dwupiętrowa część środkowa. Na parterze mieścił się kantor bankowy, na pierwszym piętrze apartament do wynajęcia, a na drugim – apartament Teppera.
Po bankructwie w 1793 Piotra Fergussona Teppera (adoptowanego siostrzeńca Piotra Teppera) pałac często zmieniał właścicieli. Po śmierci Teppera został kupiony przez Michała Grabowskiego, ostatniego koniuszego Wielkiego Księstwa Litewskiego
W 1807 w pałacu odbył się bal wydany przez Charles’a Talleyranda na cześć cesarza Francuzów Napoleona I. W latach 1815–1818 pierwsze i drugie piętro zajmowała Komisja Rządowa Przychodów i Skarbu. Później w budynku działała m.in. kawiarnia Dziurka. W latach 1856–1862 mieszkała tam Narcyza Żmichowska. W 1899 w pałacu urodził się Jan Lechoń.
Pałac spłonął podczas obrony Warszawy we wrześniu 1939. 
W 1948 mury budynku rozebrano w związku z budową Trasy W-Z. Pałac znajdował się na linii tunelu, który w przypadku jego zachowania należałoby przedłużyć o kilkanaście metrów. To z kolei zwiększyłoby koszty i przesunęłoby termin oddania Trasy. Nieodbudowanie pałacu otworzyłoby również widok na zachodni odcinek trasy z ul. Miodowej. Decyzja o rozbiórce zapadła po burzliwej dyskusji w Komitecie Wykonawczym Naczelnej Rady Odbudowy Warszawy. W czasie rozbiórki piwnic odnaleziono znaczne ilości wysokogatunkowych win i wódek zmagazynowanych tam przed wybuchem wojny przez przedsiębiorstwo „Simon i Stecki”.
Wraz z sąsiednim pałacem Biskupów Krakowskich, pałac Teppera został uwieczniony na obrazie Bernarda Bellotta Ulica Miodowa w Warszawie z 1777.